# 어망

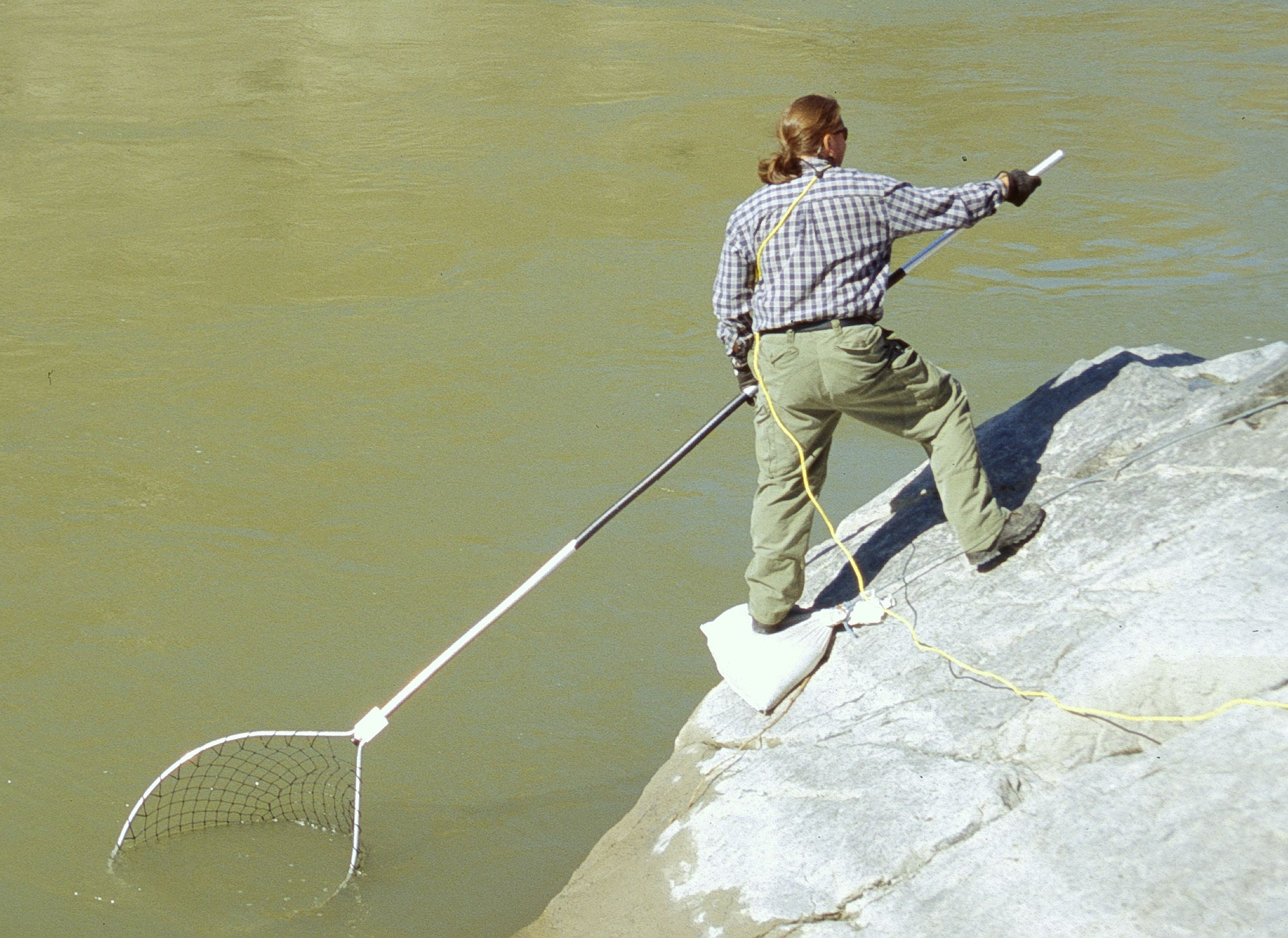
캐나다 프레이저강 위에 핸드넷으로 연어를 잡는 모습

어망(漁網·魚網, 영어: fishing net)은 물고기를 잡는 데 쓰이는 그물이다. 현대의 그물은 보통 나일론같은 인공 폴리아미드로 만들지만, 나무나 비단실같은 유기 폴리아미드 그물이 최근까지 일반적으로 쓰였고 지금까지도 쓰이고 있다.

## 종류
- 저층 저인망(bottom trawl)
- 투망(cast net)
- 코러클 망
- 저인망(底引網)
- 유망(drift net)
- 몰이그물(drive-in net)
- 고정 자망(刺網)
- 호망승망(fyke net)
- 자망(刺網)
- 버려진 유망(ghost net)
- 쪽지그물(landing net)
- 레이브 네트(lave net)
- 부망(浮網) - 뜬그물
- 중충 트로올(midwater trawl)
- 플랑크톤 네트(plankton net)
- 대형 건착망(purse seine)
- 외손반디그물(push net)
- 후릿 그물(예인망, seine net)
- 해안에서 사용하는 부망
- 두릿그물(surrounding net)
- 전락망(tangle net)
- 얽애그물(삼중망, trammel net)

## 같이 보기
- 낚시
- 그물
- 유령 어망